# ديانا شنايدر
ديانا ماكسيموفنا شنايدر (بالروسية: Диа́на Макси́мовна Шна́йдй، تنطق [dʲɪˈanə mɐˈksʲiməvnə ˈʂnaɪ̯dɛr]؛ من مواليد 2 أبريل 2004) هي لاعبة كرة مضرب روسية محترفة. حصلت على المرتبة رقم 12 في التصنيف العالمي الفردي للمحترفين والذي تم تحقيقه في 4 نوفمبر 2024، وحصلت على المرتبة رقم 37 في التصنيف الزوجي في 6 يناير 2025. فازت شنايدر بفضية زوجي السيدات في أولمبياد باريس 2024 مع شريكتها ميرا أندريفا. 

## الحياة المبكرة
ولدت شنايدر في مدينة جيغوليوفسك الروسية لأب يدعى مكسيم وأم تدعى يوليا. والدها من أصل ألماني عمل كمحامٍ وملاكم سابق، بينما عملت والدتها كمعلمة للغة الإنجليزية. انتقلت عائلتها لاحقًا إلى تولياتي. بدأت ديانا لعب التنس في سن الرابعة، وفي سن الثامنة بدأت ممارسة هذه الرياضة باحترافية، حيث تدربت على يد المدرب سامفيل ميناسيان في موسكو. في عام 2022 انتقلت إلى الولايات المتحدة والتحقت بجامعة ولاية كارولينا الشمالية، حيث لعبت التنس الجامعي لفريق إن سي ستيت وولفباك.
يتميز المظهر المميز لشنايدر في الملعب بارتدائها باندانا زرقاء منقطة. بدأت بارتداء الحجاب عندما كانت طفلة لمنع حروق الشمس وفضلته على القبعات والأقنعة.

## مسيرتها كلاعبة شابة
فازت شنايدر بلقب زوجي الفتيات في بطولة ويمبلدون 2021 بالشراكة مع البيلاروسية كريستينا ديمتروك، كما فازت بلقب بطولة أستراليا المفتوحة لعام 2022 في منافسات الزوجي بالشراكة مع الأمريكية كليرفي نغونو. في حلبة أي إف تي للناشئين، حصلت شنايدر على المرتبة الثالثة التصنيف الزوجي في 13 ديسمبر 2021.

### مسيرة البطولات الكبرى (الغراند سلام)
منافسات الفردي:
- بطولة أستراليا المفتوحة: ربع النهائي (2022)
- بطولة فرنسا المفتوحة: نصف النهائي (2021)
- بطولة ويمبلدون: الدور الأول (2019، 2021)
- بطولة أميركا المفتوحة: نصف النهائي (2022)

منافسات الزوجي:
- بطولة أستراليا المفتوحة: فائزة (2022)
- بطولة فرنسا المفتوحة: وصيفة (2020)
- بطولة ويمبلدون: فائزة (2021)
- بطولة أميركا المفتوحة: فائزة (2022)

## المسيرة الاحترافية

### 2022: أول لقب في بطولات رابطة محترفات التنس 125
حققت شنايدر أول لقب لها في بطولات رابطة محترفات التنس (بالإنجليزية: Women's Tennis Association، وتُختصر إلى WTA) من فئة 125 نقطة بفوزها في بطولة مونتفيديو المفتوحة، حيث تغلبت على ليوليا جينجان بمجموعتين متتاليتين في المباراة النهائية.

### 2023: الظهور الأول في البطولات الكبرى، نهائي جولة WTA، ودخول قائمة أفضل 60
شهد عام 2023 أول مشاركة لديانا شنايدر في البطولات الكبرى حيث تأهلت إلى الجدول الرئيسي في بطولة أستراليا المفتوحة. حققت أول فوز لها في البطولات الكبرى بعد التغلب على كريستينا كوتشوفا، لكنها خسرت في الدور الثاني أمام المصنفة السادسة ماريا ساكاري. نتيجة لذلك، دخلت قائمة أفضل 100 لاعبة عالميًا، لتصل إلى المركز 94 في 30 يناير 2023.[بحاجة لمصدر]
بعد بطولة أستراليا المفتوحة، لعبت شنايدر موسمًا واحدًا من التنس الجامعي لصالح جامعة ولاية كارولينا الشمالية. ساهمت في تحقيق فريق "وولف باك" لقب بطولة ACC والوصول إلى نهائي بطولة NCAA لعام 2023، حيث فازت بـ 20 مباراة فردية من أصل 23. حصدت شنايدر لقب أفضل لاعبة في بطولة ACC، وأفضل لاعبة صاعدة في الموسم، وتم اختيارها ضمن الفريق الأول لـACC وفي قائمة اللاعبين الأمريكيين المميزين.

#### أبرز النتائج في جولة WTA
- في جائزة بودابست الكبرى، تغلبت على المصنفة الأولى برناردا بيرا،[9] لكنها خسرت في الدور الثاني أمام ماريا تيموفييفا.[18]
- وصلت إلى نصف نهائي بطولة هامبورغ المفتوحة، لكنها خسرت أمام الألمانية نومة نوها أكوغي.[19]
- خلال الجولة الآسيوية، حققت فوزًا على المصنفة الثامنة كلير ليو في بطولة قوانغتشو المفتوحة، لكنها خرجت من الدور الثاني.[20]
- في بطولة نينغبو المفتوحة، وصلت إلى أول نهائي لها في جولة WTA بعد التغلب على ليندا فروهفيرتوفا،[21] لكنها خسرت أمام المصنفة الأولى أُنس جابر.[22]
- بحلول 23 أكتوبر 2023، وصلت شنايدر إلى قائمة أفضل 60 لاعبة عالميًا.[بحاجة لمصدر]

### 2024: أربعة ألقاب WTA، فضية أولمبية في الزوجي، ودخول قائمة أفضل 20
في هوا هين في تايلاند، وصلت ديانا شنايدر إلى ربع النهائي الرابع في مسيرتها، حيث تغلبت على المصنفة الأولى ماجدا لينيت ثم تغلبت على بولا بادوسا التي انسحبت بسبب تعرضها للإصابة. واصلت تقدمها بفوزها على دالما جالفي والمصنفة الثالثة وانغ شينيو لتصل إلى ثاني نهائي في مسيرتها. هناك، هزمت المصنفة الثانية تشو لين في مباراة من ثلاث مجموعات لتحقق أول لقب لها في جولة رابطة محترفات التنس.
حققت ديانا شنايدر لقبها الثاني في مسيرتها الاحترافية بفوزها ببطولة باد هومبورغ المفتوحة، حيث تغلبت على دونا فيكك في المباراة النهائية. ونتيجة لهذا الإنجاز، وصلت إلى قائمة أفضل 30 لاعبة عالميًا في التصنيف الصادر في 1 يوليو 2024.
في أول مشاركة لها في بطولة ويمبلدون، وصلت شنايدر إلى الدور الثالث بعد انتصارات مثيرة على وصيفة البطولة السابقة كارولينا بلسكوفا وعلى سلون ستيفنز. انتهت مسيرتها في البطولة بالخسارة أمام المصنفة 19 إيما نافارو.
أضافت شنايدر لقبها الثالث لعام 2024 بفوزها في بطولة بودابست الكبرى، حيث تغلبت على أليكساندرا ساسنوفيتش في النهائي بمجموعتين نظيفتين. هذا الانتصار دفعها لتحقيق أعلى تصنيف في مسيرتها حتى ذلك الوقت، حيث وصلت إلى المركز 18 عالميًا في 19 أغسطس 2024.
شاركت شنايدر في أولمبياد باريس 2024 واستطاعت الحصول على الميدالية الفضية في منافسات زوجي السيدات، حيث شاركت مع ميرا أندريفا وخسرت في النهائي أمام الثنائي الإيطالي ساره إيراني وجاسمين باوليني.
في أكتوبر كمصنفة سادسة قدمت ديانا شنايدر أداءً قويًا في بطولة بان باسيفيك المفتوحة. وصلت إلى نصف النهائي بعد فوزها على فيكتوريا توموفا واستفادتها من انسحاب المصنفة ساياكا إيشي في ربع النهائي بسبب الإصابة. ومع ذلك، توقفت مسيرتها في نصف النهائي بعد خسارتها أمام المصنفة الأولى وبطلة البطولة تشينغ كينوين.

#### بطولة هونغ كونغ المفتوحة
في بطولة هونغ كونغ المفتوحة، كالمصنفة الأولى، حققت شنايدر سلسلة من الانتصارات المميزة، استطاعت التغلب على كيوكا أوكامورا في الدور الأول، انتصرت على بريسيلا هون في الدور الثاني، وهزمت سوزان لامينز في ربع النهائي، ثم تفوقت على ليلى فرنانديز، حاملة اللقب والمصنفة الثالثة، في نصف النهائي.
في المباراة النهائية، واجهت شنايدر المصنفة الثانية كاتي بولتر. قدمت أداءًا رائعًا لتفوز بالمباراة بمجموعتين نظيفتين، محققة لقبها الرابع لهذا الموسم.